# ۶۴۴ (قمری)
۶۴۴ (قمری)، ششصد و چهل و چهارمین سال در گاهشماری هجری قمری است. اول محرم این سال برابر با هجدهم مه سال ۱۲۴۶ میلادی است.